# Federico Peluso
Federico Peluso (* 20. Januar 1984 in Rom) ist ein italienischer ehemaliger Fußballspieler.

## Karriere

### Im Verein
Federico Peluso begann seine Karriere in der Jugendmannschaft von Lazio Rom. Er konnte sich in Rom jedoch nie durchsetzen und verließ den Verein im Jahr 2001 in Richtung Vercelli. Der Abwehrspieler unterschrieb beim dort ansässigen Verein US Pro Vercelli einen Vertrag. Er debütierte am 5. Mai 2002 im Heimspiel gegen Real Castelnuovo in der Serie C2, der vierthöchsten italienischen Spielklasse. In den folgenden zwei Spielzeiten in derselben Liga erhielt er bei Vercelli deutlich mehr Spielpraxis und konnte sich zunehmend in die Stammelf des piemontesischen Vereins spielen. Nach einer enttäuschenden Saison 2003/04 unterlag die Mannschaft in zwei Playout-Partien gegen US Sassuolo Calcio, blieb jedoch aufgrund des Lizenzentzugs der AC Meda 1913 dennoch in der Serie C2. Im Sommer 2004 nahm ihn der Zweitligist Ternana Calcio unter Vertrag. Peluso überzeugte bei den Umbrern mit seinen Leistungen und erhielt in der Defensive einen Stammplatz.
Nachdem er mit dem Team in seiner ersten Saison bei Ternana den Klassenerhalt sicherstellte, endete die Saison 2005/06 mit dem Fall in die drittklassige Serie C1. Daraufhin wechselte der Defensivakteur erneut den Verein und schloss sich der UC AlbinoLeffe an. In der Saison 2007/08 erreichte er mit AlbinoLeffe den 4. Rang in der Serie B, womit Peluso mit der Mannschaft in den Play-off-Partien um den Aufstieg in die Serie A mitspielen durfte. In diesen wurde in den Halbfinals Brescia Calcio besiegt, jedoch unterlag das Team in den Finalspielen knapp gegen den US Lecce und verblieb in der Serie B. Im Januar 2009 wurde der Transfer des Italieners zum Serie-A-Verein Atalanta Bergamo bekanntgegeben. Bei Atalanta schaffte er es bisher nicht die etablierten Abwehrspieler Gianpaolo Bellini und Leonardo Talamonti zu verdrängen.
Am 3. Januar 2013 wechselte Peluso zunächst auf Leihbasis zu Juventus Turin. Im Juni 2013 zogen die Turiner die im Leihvertrag enthaltene Kaufoption und verpflichteten Peluso für 4,8 Millionen Euro bis 2017. Bereits im Jahr darauf ging er jedoch zu Sassuolo, wo er bis zu seinem Karriereende 2022 spielte.

### In der Nationalmannschaft
Obwohl Peluso nie für eine Jugendauswahl Italiens nominiert war, gab er am 15. August 2012 beim 1:2 im Freundschaftsspiel gegen England unter Cesare Prandelli 28-jährig sein Debüt in der italienischen A-Nationalmannschaft. Am 11. September desselben Jahres erzielte der Abwehrspieler beim 2:0-Sieg im WM-Qualifikationsspiel gegen Malta sein erstes Tor für die Azzurri.

## Erfolge
- Italienischer Meister: 2012/13, 2013/14
- Italienischer Supercup: 2013